# جاك نايلور
جاك نايلور (بالإنجليزية: Jack Naylor)‏ هو مخترِع أمريكي، ولد في 24 يونيو 1919 في بالتيمور في الولايات المتحدة، وتوفي في 26 نوفمبر 2007 في تشيستنت هل في الولايات المتحدة.